# 芝加哥警署
《芝加哥警署》（英語：Chicago P.D.）是一部由迪克·沃夫和马特·奥姆斯特德開創的美國警匪動作連續劇，屬於沃夫娛樂旗下《芝加哥系列》一部分，為《芝加哥烈焰》的衍生剧，由傑森·貝吉、乔·塞达等主演。本劇於2014年1月8日作為季中替代節目在NBC首播。本劇跟隨芝加哥警察局第21分局的制服巡警及情報組追查重大案件的嫌犯。
2020年2月27日，NBC續訂本劇的第八到第十季。第八季於2020年11月11日首播，第九季於2021年9月22日首播，第十季於2022年9月21日首播。

## 劇情
本劇作為《芝加哥烈焰》的外傳，以芝加哥警察局第21分局為故事中心，但現實世界中芝加哥警察局沒有第21分局與第23分局。
聚焦在虛構的第21分局，那裡進駐著巡警與由漢克·沃伊特（傑森·貝吉）帶領的分局菁英團隊情報科。前三季與第四季前半季關注巡警與情報科探員，但自從第四季後半季兩位巡警凱文·阿特瓦特（拉羅伊斯·霍金斯）和金·伯爾吉斯（瑪琳娜·史奎爾恰媞）皆升遷進情報科後，便轉而只關注情報科。

## 演員和角色
| Hank Henry Voight 漢克·亨利·沃伊特 | 傑森·貝吉           | 主演  | 主演  | 主演  | 主演  | 主演  | 主演  | 主演  | 主演  | 主演  |
| Antonio Dawson 安東尼奧·道森       | 強納森·塞達         | 主演  | 主演  | 主演  | 主演  | 主演  | 主演  |       |       |       |
| Erin Lindsay 愛琳·林西             | 索菲亚·布什         | 主演  | 主演  | 主演  | 主演  |       |       |       |       |       |
| Jay Halstead 傑·霍斯泰德           | 傑西·李·索弗        | 主演  | 主演  | 主演  | 主演  | 主演  | 主演  | 主演  | 主演  | 主演  |
| Adam Ruzek 亞當·魯澤克             | 派崔克·弗呂格       | 主演  | 主演  | 主演  | 主演  | 主演  | 主演  | 主演  | 主演  | 主演  |
| Kim Burgess 金·伯爾吉斯            | 瑪琳娜·斯奎爾恰提   | 主演  | 主演  | 主演  | 主演  | 主演  | 主演  | 主演  | 主演  | 主演  |
| Kevin Atwater 凱文·阿特沃特爾      | 拉羅伊斯·霍金斯     | 主演' | 主演' | 主演' | 主演' | 主演' | 主演' | 主演' | 主演' | 主演' |
| Sheldon Jin 謝爾頓·吉恩            | 高聖遠              | 主演  |       |       |       |       |       |       |       |       |
| Alvin Olinsky 艾爾文·歐林斯基      | 艾利亞斯·科太亞斯   | 主演  | 主演  | 主演  | 主演  | 主演  |       |       |       |       |
| Trudy Platt 楚迪·普拉特            | 艾美·莫爾頓         | 常規  | 主演  | 主演  | 主演  | 主演  | 主演  | 主演  | 主演  | 主演  |
| Sean Roman 蕭恩·羅曼               | 布萊恩·格拉格提     |       | 主演  | 主演  |       |       |       |       |       |       |
| Hailey Upton 海莉·厄普頓           | 特蕾西·斯皮里达科斯 |       |       |       | 常規  | 主演  | 主演  | 主演  | 主演  | 主演  |
| Vanessa Rojas 凡妮莎·羅哈斯        | 利塞斯·查韋斯       |       |       |       |       |       |       | 主演  |       |       |

### 主要角色

#### 情報科
- 傑森·貝吉 飾演 「漢克」·亨利·沃伊特

- 第21分局情報科科長，之前曾長期效力幫派犯罪科。
- 與內部調查科有秘密協定：對外假扮為黑警，以便對付高級罪犯。
- 第三季大結局因為兒子被殺而親手殺死兇手。

- 拉羅伊斯·霍金斯（英语：LaRoyce Hawkins） 飾演 凱文·阿特沃特爾

- 曾為第21分局巡警。在薩姆納被調離後被提拔進入情報科。

- 瑪琳娜·斯奎爾恰提（英语：Marina Squerciati） 飾演 金·伯爾吉斯

- 第21分局情報科調查員。
- 加入情報科前曾為第21分局巡警。
- 第四季後段由於姐姐慘遭肛交性侵而決定請長假陪姐姐療養。

- 莉謝特·查韋斯 飾演 凡妮莎·羅哈斯

- 原為臥底警員。在安東尼奧·道森離開後加入情報科。

- 派崔克·弗呂格 飾演 亞當·魯澤克

- 第21分局情報科調查員。
- 第一季被艾爾文·歐林斯基抽出警校，直接調入情報科。
- 曾經與金·伯爾吉斯訂婚，後來分手。
- 第四季中段由於金·伯爾吉斯被調入情報科而申請臥底偵查任務。

#### 其他角色
- 艾美·莫爾頓（英语：Amy Morton） 飾演 楚迪·普拉特
第21分局巡邏科科長。

- 瑪雅·莫拉維克（第1、2季）/亞麗安娜·錢特爾·科德羅（第5、6季） 飾演 愛娃·道森

- 安東尼奧·道森的女兒。

- 札克·加西亞 飾演 迪耶戈·道森

- 安東尼奧·道森的兒子。

- 克里斯·阿戈斯 飾演 史蒂夫·科特

- 伊利諾州檢察院助理檢察官。

- 芭芭拉·伊芙·哈里斯（英语：Barbara Eve Harris） 飾演 艾瑪·克勞瑞

- 第三季接任第21分局局長。

### 已離開角色
- 傑西·李·索弗 飾演 傑·霍斯泰德

- 第21分局情報科探員。
- 美國陸軍退役老兵。
- 在第10季第3集，辭職前往玻利維亞。

- 特蕾西·斯皮里达科斯 飾演 海莉·厄普頓

- 原為搶劫及兇殺調查隊隊長。
- 金·伯爾吉斯請長假後加入情報科。
- 第十一季後辭職加入联邦调查局

- 高聖遠 飾演 謝爾登·吉恩

- 第21分局電腦專家。
- 第一季後段被揭發是內部調查科的眼線，大結局慘遭內部調查科黑警滅口。

- 阿美利加·歐利沃（英语：America Olivo） 飾演 勞拉·道森

- 安東尼奧·道森的前妻。

- 黛拉·梅菲（英语：Stella Maeve） 飾演 娜迪亞·德科提斯

- 第21分局情報科文職助理。
- 曾經沾染毒癮，後來成為情報科的線人之後，在愛琳·林西的幫助下脫離毒癮，成為情報科文職助理。
- 第二季後段慘遭連環殺手姦殺。

- 麥迪森·麥勞夫林 飾演 蜜雪兒·索瓦娜

- 艾爾文·歐林斯基的私生女。

- 布萊恩·格拉格提 飾演 蕭恩·羅曼

- 第21分局巡警。在凱文·阿特沃特爾被調入情報科後，於第二季開始被調入第21分局。
- 第三季尾段因厭倦政治而辭職並遷離芝加哥。

- 山繆·杭特（英语：Samuel Hunt (actor)） 飾演 格雷戈里·“老鼠”·格爾維茨

- 第21分局情報科電腦專家兼文職助理。
- 退役陸軍遊騎兵，與傑·霍斯泰德曾為同袍，退役後曾一度淪為無家可歸者。
- 第四季中段重新加入陸軍。

- 喬許·塞嘉拉 飾演 賈斯汀·沃伊特

- 漢克·亨利·沃伊特的兒子。
- 曾經是一個官二代紈褲公子，後來被父親送去美國陸軍服役後徹底改頭換面。
- 第三季最後一集因為為同袍遺孀出頭而慘遭殺害。

- 卡羅琳·涅夫 飾演 歐莉芙·摩根·沃伊特

- 賈斯丁·沃伊特奉子成婚的妻子。兩人育有一子丹尼爾。
- 賈斯丁·沃伊特遇害後，於第四季第一集搬離芝加哥。

- 李麗君 飾演 茱莉·鄭

- 曾為第26分局巡警，因為拒絕局長求歡而被派去向警察發出停車告票。後來被楚迪·普拉特調入第21分局，但不久後即因第26分局局長施壓而被調回第26分局。

- 強納森·塞達 飾演 安東尼奧·道森

- 第21分局情報科探員。
- 《芝加哥烈焰》消防員加布里埃拉·道森的哥哥。
- 第四季中段應邀加入州檢察院特別調查組（詳見《芝加哥正義》），第五季重返情報科。
- 第六季由於在任務中撞傷肩部而開始濫用止痛藥，最終在第六季結束後離開警隊，移居波多黎各。

- 艾利亞斯·科太亞斯（英语：Elias Koteas） 飾演 艾爾文·歐林斯基

- 第21分局情報科探員，有超過20年偽裝偵察經驗。
- 第五季末端由於為沃伊特拋棄殺子仇人的屍體而被捕，在獄中被刺殺身亡。

- 索菲亚·布什 飾演 愛琳·林西

- 第21分局情報科探員。
- 年輕時曾因受人引誘而沾染毒癮，後來被漢克·沃伊特救出，收為養女。
- 第四季後期由於刑訊逼供一名涉嫌誘拐並強暴男童的疑犯而遭到內部調查，在沃伊特的協調下加入聯邦調查局紐約反恐特勤隊。
- 曾經與傑·霍斯泰德交往。

- 阿琳娜·潔寧·泰伯爾（英语：Alina Jenine Taber） 飾演 蕾克西·歐林斯基

- 艾爾文·歐林斯基的女兒。
- 第四季死於縱火。

- 尼古拉斯·韋赫斯勒 飾演 肯尼·瑞克斯頓

- 亞當·魯澤克申請臥底偵察任務後被沃伊特從幫派犯罪組調入情報科。
- 因轉調特別緝毒組而離開。

- 瑪姬·波斯特（英语：Markie Post） 飾演 芭芭拉·“邦妮”·佛萊徹

- 愛琳·林西的媽媽。
- 經常夜不歸宿，最終導致愛琳·林西的同母異父弟弟離家出走，淪為犯罪集團獵物。
- 第四季大結局由於販毒而被聯邦調查局拘捕。

## 系列總覽
| 季數   | 集数   | 集数   | 首播日期       | 首播日期      | 排名   | 平均收看人數 （百萬） |
| 季數   | 集数   | 集数   | 首映           | 季终          | 排名   | 平均收看人數 （百萬） |
| ------ | ------ | ------ | -------------- | ------------- | ------ | --------------------- |
| 試播集 | 試播集 | 試播集 | 2013年5月15日  | 2013年5月15日 | 不適用 | 6.90                  |
| 1      | 15     | 15     | 2014年1月8日   | 2014年5月21日 | 50     | 8.03                  |
| 2      | 23     | 23     | 2014年9月24日  | 2015年5月20日 | 51     | 8.74                  |
| 3      | 23     | 23     | 2015年9月30日  | 2016年5月25日 | 47     | 8.71                  |
| 4      | 23     | 23     | 2016年9月21日  | 2017年5月17日 | 36     | 8.48                  |
| 5      | 22     | 22     | 2017年9月27日  | 2018年5月9日  | 24     | 10.32                 |
| 6      | 22     | 22     | 2018年9月26日  | 2019年5月22日 | 18     | 11.18                 |
| 7      | 20     | 20     | 2019年9月25日  | 2020年4月15日 | 11     | 11.23                 |
| 8      | 16     | 16     | 2020年11月11日 | 2021年5月26日 | 10     | 9.73                  |
| 9      | 22     | 22     | 2021年9月22日  | 2022年5月25日 | 13     | 9.15                  |
| 10     | 22     | 22     | 2022年9月21日  | 2023年5月24日 | 13     | 8.27                  |
| 11     | 13     | 13     | 2024年1月17日  | 2024年5月22日 | 13     | 7.87                  |
| 12     | 22     | 22     | 2024年9月25日  | 2025年5月21日 | 待定   | 待定                  |

### 交叉集
- 《黑暗的一天（英语：April 2014 Chicago crossover event）》（《芝加哥烈焰》第2季第20集）：第一部與《芝加哥烈焰》聯動的交叉集，劇情在《晚上8:30》中總結，芝加哥醫療中心發生爆炸，警消人員與時間賽跑追捕罪魁禍首。此聯動集改編自2013年波士頓馬拉松爆炸案與1995年的奧克拉荷馬市爆炸案。
- 《什麼都別碰（英语：Chicago Crossover）》（《芝加哥烈焰》第3季第7集）/《芝加哥大交叉》（《法網遊龍：特案組》第16季第7集）：第一部與《芝加哥烈焰》和《法網遊龍：特案組》聯動的交叉集，劇情在《他們得先通過我這關》中總結，一場尋常的民宅火災揭發了橫跨芝加哥到紐約的戀童癖犯罪網絡。
- 《三聲鈴響》（《芝加哥烈焰》第3季第13集）：第二部與《芝加哥烈焰》聯動的交叉集，劇情在《一點點的惡魔情節》中總結，第51消防分局和情報科追捕涉嫌殺害萊斯利·夏伊的連環縱火犯。[18]
- 《我們叫她》（《芝加哥烈焰》第3季第21集）/《白日夢妄想者》（《法網遊龍：特案組》第16季第20集）：第二部與《芝加哥警署》和《法網遊龍：特案組》聯動的交叉集，劇情接續《告密者的人數》，一場火災揭發了在芝加哥和紐約犯下性侵與謀殺的連環縱火犯。[19][20]
- 《靈魂人物》（《芝加哥烈焰》第4季第10集）/《惡性》（《芝加哥醫情》第1集第5集）：第一部與《芝加哥烈焰》和《芝加哥醫情》聯動的交叉集，劇情在《現在我是上帝》中總結，一名第51消防分局的成員因為刺傷被送進芝加哥醫療中心，同時一場自殺事件揭發了四起過度化療的案件，最終演變成牽涉到沃伊特私事的案件調查。
- 《全國追捕》（《法網遊龍：特案組》第17季第14集）：第三部與《法網遊龍：特案組》聯動的交叉集，劇情在《格雷格里·威廉·葉茲之歌》中總結，紐約與芝加哥警局追捕逃犯格雷格·葉茲。
- 《有人活下來，有人沒有》（《芝加哥烈焰》第5季第9集）：第三部與《芝加哥烈焰》聯動的交叉集，劇情在《別草草結案》中總結，西弗萊德成為一起車禍致死案的主嫌。
- 《死亡陷阱》（《芝加哥烈焰》第5季第15集）/《假的》（《芝加哥正義》第1季第1集）：唯一一部與《芝加哥烈焰》和《芝加哥正義》聯動的交叉集，劇情在《情感依附》，一場倉庫火災的主嫌被送去開庭受審。
- 《躲藏而非追捕》（《芝加哥烈焰》第6季第13集）：第四部與《芝加哥烈焰》聯動的交叉集，劇情始於《檔案》，第51消防分局協助情報科調查針對媒體人士的連環爆炸案。
- 《開戰》（《芝加哥烈焰》第7季第2集）/《何時釋然》（《芝加哥醫情》第4集第2集）：第二部與《芝加哥烈焰》和《芝加哥醫情》聯動的交叉集，劇情在《各種結局》中總結，一場複合式公寓火災的傷患被送進芝加哥醫療中心，情報科則抓緊時間追捕主謀。
- 《我眼前所見》（《芝加哥烈焰》第7季第15集）：第五部與《芝加哥警署》聯動的交叉集，劇情在《一群好人》中總結，克魯茲協助情報科追捕使用了消防局保險箱鑰匙的搶劫犯。
- 《感染》（《芝加哥烈焰》第8季第4集/《芝加哥醫情》第5季第4集/《芝加哥警署》第7季第4集）：第三部與《芝加哥烈焰》和《芝加哥醫情》聯動的交叉集，一名生化恐怖份子在芝加哥各處散播一種致命病毒。
- 《私下解決（英语：February 2020 Chicago crossover event）》（《芝加哥烈焰》第8季第15集）：第六部與《芝加哥烈焰》聯動的交叉集，劇情在《真相的負擔》總結，蕭恩·羅曼牽扯進和他妹妹有關的鴉片濫用案件調查。[21]
- 《情緒救援》（《聯邦調查局FBI》第2季第19集）：芝加哥探員海莉·厄普頓（特蕾西·斯皮里達科斯特別演出）作為跨部門培訓計劃的一部分暫時加入FBI紐約市外勤辦公室，卻發現她的辦案風格與調查局循規蹈矩的環境有所衝突。

### 客串
| 角色                               | 芝加哥系列 | 芝加哥系列                             | 其餘系列                                                 |
| 角色                               | 烈焰 | 醫情                                   | 其餘系列                                                 |
| ---------------------------------- | --- | -------------------------------------- | -------------------------------------------------------- |
| Hank Henry Voight 漢克·亨利·沃伊特 | 第1季:3~6、15、23 第2季：8、9、16、20 第3季：7、21~23 4-2、4-7 5-9、5-15 6-13 7-15 8-4                                                                                  | 1-12 4-4 5-4                           | 法網遊龍：特案組16-7、16-20、17-14 芝加哥正義1-1~3       |
| Antonio Dawson 安東尼奧·道森       | 第1季:3、5、6、14、15、21~23 第2季:1、2、4、6、9~11、14、20 第3季:13、21~23 第4季:1、4、8、9、11、13、14、18、19、22 第5季:1、3、6~8、12 第6季:7、8、10、13、14、15、19 |                                        | 法網遊龍：特案組17-14                                    |
| Alvin Olinsky 艾爾文·歐林斯基      | 2-9 4-18 5-15 | 2-5 3-4 3-10                           | 芝加哥正義1-1                                            |
| Jay Halstead 傑·霍斯泰德           | 第2季：1~6、11、20 3-9、3-11、3-19 | 1-4、1-7、1-13 2-8、2-16~2-23 4-3、4-4 | 法網遊龍：特案組16-7、16-20                              |
| Erin Lindsay 愛琳·林西             | 第2季：8、13~16、20、22 3-2、3-7 5-9、5-15 | 1-4、1-5 S2：6~8、16                   | 法網遊龍：特案組15-15、16-7、16-20、17-14 芝加哥正義1-13 |
| Adam Ruzek 亞當·魯澤克             | 3-5、3-19 4-9、4-10、4-14 6-13 7-19 | 4-18                                   |                                                          |
| Kevin Atwater 凱文·阿特沃特爾      | 1-23 2-1、2-2、2-13、2-20、2-21 3-3、3-12 4-9、4-19 7-4 | 4-22                                   | 芝加哥正義1-2、1-10                                      |
| Kim Burgess 金·伯爾吉斯            | 2-13、2-20 3-4、3-18、3-20 4-5、4-6、4-10 5-1、5-15 6-13、6-14 7-4、7-13 第8季：3、4、7、15 9-1                                                                         | 1-2、1-13 4-3、4-10、4-20              | 法網遊龍：特案組16-20 芝加哥正義1-13                     |
| Trudy Platt 楚迪·普拉特            | 2-16、2-18、2-22 第3季：1、3、5、9、16、17 4-2、4-10 | 2-10                                   |                                                          |
| Hailey Upton 海莉·厄普頓           | 6-13 7-15、17 | 4-7                                    | 聯邦調查局2-19                                           |

## 开发和制作
2013年3月27日全国广播公司打算开发《芝加哥烈焰》的衍生剧，原剧的收视率虽然不坏但也算不上好，而且处于第一季阶段，尚未获得第二季续订。这在衍生剧开发中算是比较罕见的。5月10日全国广播公司宣布预定该剧并确认了傑森·貝吉和強·西達将在本劇继续饰演原剧里的角色，随后5月12日公布的档期确认本剧将在季中播出，具体档期尚未确定。

### 选角变动
2013年4月9日确认。塔尼亞・雷夢德和史考特·伊斯威特将饰演芝加哥警署的警官妮可和金·鮑恩斯4月10日确认凱利·布拉茨和梅麗莎·賽格米勒将饰演警官埃蘭和芝加哥警署情报部门探员威海特。6月13日确认由于制片人决定改動劇情，梅麗莎·賽格米勒将离开该剧，同时剧组决定让杰西·李·索弗出演该剧。6月20日确认杰西·李·索弗饰演的角色将先出现在《芝加哥烈焰》数集后再到本剧中。

## 反响

### 收视
| 季數 | 播出時間（ET） | 集數   | 首映           | 首映          | 季終          | 季終          | 電視季度 | 收視人数 排名 （百萬） | 平均 收視人数 （百萬） |
| 季數 | 播出時間（ET） | 集數   | 日期           | 收視 （百萬） | 日期          | 收視 （百萬） | 電視季度 | 收視人数 排名 （百萬） | 平均 收視人数 （百萬） |
| ---- | -------------- | ------ | -------------- | ------------- | ------------- | ------------- | -------- | ---------------------- | ---------------------- |
| 1    | 星期三晚上10點 | 15     | 2014年1月8日   | 8.59          | 2014年5月21日 | 6.27          | 2013–14  | 50                     | 8.03                   |
| 2    | 星期三晚上10點 | 23     | 2014年9月24日  | 8.51          | 2015年5月20日 | 7.21          | 2014–15  | 51                     | 8.74                   |
| 3    | 星期三晚上10點 | 23     | 2015年9月30日  | 6.65          | 2016年5月25日 | 6.88          | 2015–16  | 47                     | 8.71                   |
| 4    | 星期三晚上10點 | 23     | 2016年9月21日  | 6.87          | 2017年5月17日 | 6.50          | 2016–17  | 36                     | 8.48                   |
| 5    | 星期三晚上10點 | 22     | 2017年9月27日  | 6.11          | 2018年5月9日  | 6.34          | 2017–18  | 24                     | 10.32                  |
| 6    | 星期三晚上10點 | 22     | 2018年9月26日  | 7.14          | 2019年5月22日 | 6.59          | 2018–19  | 18                     | 11.18                  |
| 7    | 星期三晚上10點 | 20     | 2019年9月25日  | 6.49          | 2020年4月15日 | 7.82          | 2019–20  | 11                     | 11.23                  |
| 8    | 星期三晚上10點 | 16     | 2020年11月11日 | 6.43          | 2021年5月26日 | 6.33          | 2020–21  | 10                     | 9.73                   |
| 9    | 星期三晚上10點 | 22     | 2021年9月22日  | 6.54          | 2022年5月25日 | 5.98          | 2021–22  | 13                     | 9.15                   |
| 10   | 星期三晚上10點 | 22     | 2022年9月21日  | 5.48          | 2023年5月24日 | 4.76          | 2022–23  | 11                     | 8.27                   |
| 11   | 星期三晚上10點 | 13     | 2024年1月17日  | 5.82          | 2024年5月22日 | 4.89          | 2023–24  | 13                     | 7.96                   |
| 12   | 星期三晚上10點 | 待公布 | 2024年9月25日  | 4.31          | 待公布        | 待定          | 2024–25  | 待定                   | 待定                   |

## 得獎與提名
| 年分 | 獎項       | 類別                             | 提名                           | 結果 |
| ---- | ---------- | -------------------------------- | ------------------------------ | ---- |
| 2014 | 形象獎     | 電視類最佳配角                   | 強·西達                        | 獲獎 |
| 2014 | 形象獎     | 黃金時段最佳電視節目：戲劇或喜劇 | 《芝加哥警署》                 | 提名 |
| 2015 | 形象獎     | 電視類最佳配角                   | 強·西達                        | 提名 |
| 2015 | 稜鏡獎     | 電視劇集–藥物濫用                | 《芝加哥警署》：《三十顆氣球》 | 提名 |
| 2016 | 形象獎     | 電視類最佳演員                   | 強·西達                        | 獲獎 |
| 2017 | 全美民選獎 | 最喜愛犯罪劇女演員               | 蘇菲亞·布希                    | 提名 |